# NGC 4320
NGC 4320 este o galaxie spirală situată în constelația Fecioara. A fost descoperită în 15 aprilie 1865 de către Heinrich Louis d'Arrest. Se află la o distanță de 112,72 megaparseci de Pământ.